# Miguel Vences
Miguel Vences (Colonia, 24 aprile 1969) è un erpetologo tedesco.
Suo padre è il filosofo galego (Spagna) Sergio Vences Fernández (1936-2012).
Laureatosi in biologia presso l'Università di Colonia nel 1992, ha concentrato le sue ricerche sull'erpetofauna del Madagascar, descrivendo oltre un centinaio di nuove specie di rettili e anfibi dell'isola, spesso in collaborazione con il connazionale Frank Glaw e con l'italiano Franco Andreone.
Attualmente è professore di biologia evolutiva e zoologia presso l'Università di Braunschweig.

## Opere
- Frank Glaw, Miguel Vences, A Field Guide to the Amphibians and Reptiles of Madagascar (3rd ed.), Köln, Vences & Glaw, 2007, ISBN 978-3-929449-03-7.
- Publications of Miguel Vences, su mvences.de. URL consultato il 28 febbraio 2012 (archiviato dall'url originale il 27 febbraio 2012).